# Branca de Portugal (1259–1321)
Branca de Portugal (Santarém, 25 de fevereiro de 1259 – Burgos,17 de abril de 1321) infanta portuguesa, filha mais velha do rei Afonso III e da sua segunda esposa Beatriz de Castela, nomeada, após a sua tia Branca de Castela, rainha de França, foi senhora de Montemor-o-Velho, de Alcocer, do Mosteiro de Las Huelgas, e de Briviesca, cidade que fundou.

## Biografia

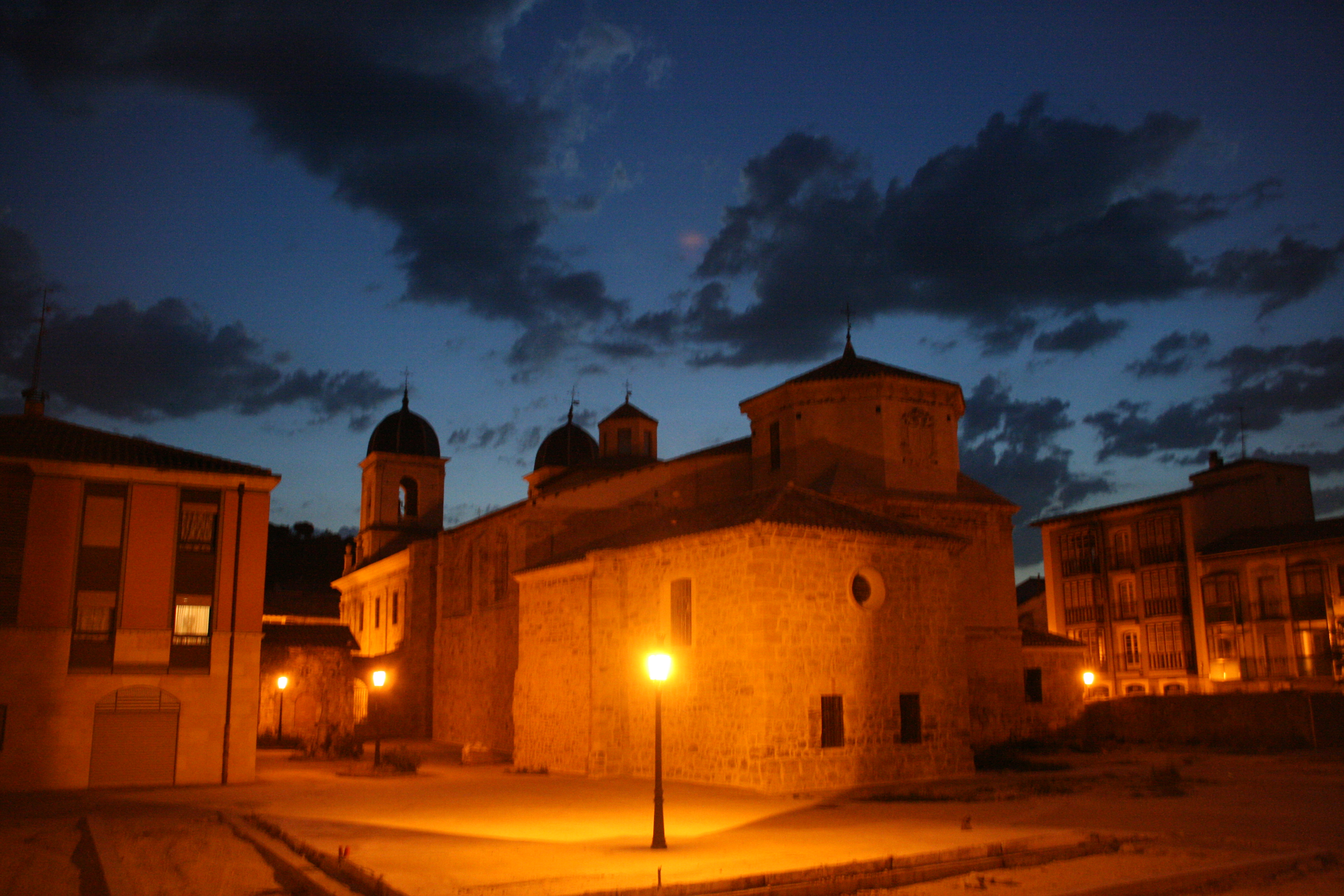
Colegiata de Santa Maria em Briviesca, fundada pela infanta Branca de Portugal

A infanta Branca nasceu em 25 fevereiro de 1259, na cidade de Santarém. Ao fazer dois anos, o seu pai doou-lhe de maneira vitalícia Montemor-o-Velho, propriedade que voltaria à Coroa após a sua morte ou se casasse fora de Portugal. Por proposta da abadessa do mosteiro cisterciense de Lorvão, Branca foi recebida como senhora em 1277 e morou aí, como já fizera a sua tia-bisavó, Teresa de Portugal, depois da anulação do seu matrimónio com o rei Afonso IX. Mesmo assim, Branca nunca professou aí nem foi a sua abadessa. Se mudou para o Reino de Castela com a sua mãe, a rainha Beatriz, por causa de suas divergências com o rei D. Dinis, e existem provas documentais que mãe e filha viviam na cidade de Sevilha com o rei Afonso X em 1283.
Em 1295 a infanta Branca professou como uma freira no Mosteiro de Las Huelgas em Burgos e foi nomeada senhora do mesmo, como fica claro a partir de uma carta que o rei escreveu ao mosteiro de Burgos em 15 de abril de 1295 que menciona as causas que levaram à infanta portuguesa a professar como religiosa, por recomendação e disposição de seu tio Sancho IV, embora a princípio a infanta se recusou a fazer.
| “ | Sepades que Nos por vos fazer merced et honrra, et a vuestro pedimento, et por que nos feciesties entender et que vos cumplie et vos fazie mester, rogamos a la Infant doña Blanca, nuestra sobrina, que quisiese ser monja desse Monesterio, et tomar el señorio desse logar et comienda et guarda de todo lo vuestro. Et como quier que fasta aquí non lo quiso fazer, pero agora por que su voluntad es de assosegar su fazienda et su vida en Orden, et por que la nos affincamos que quisiesse essa vuestra Orden et en esse Monasterio ante que en otro, otorgánoslo. Et nos con vuestra voluntad diemosgelo. Et por que vos mandamos et vos rogamos, que la recibades como debedes et la fagades honrra et servicio et lo quel pertenesce como a la que ella es, et el debdo que con Nos a, et segund ficiestes a las otras infantas que y fueron fasta aquí. Et por ella vos faremos Nos mucho bien et mucha merced. Et tal es la Infant que siempre fallaredes en ella bien et lo que devedes fallar. Dada en Toledo XV días de Abril. Era Mill et CCCC et XXXIII años | ” |

A infanta Branca levou como dote para o Mosteiro de Las Huelgas várias vilas e em 1303 doou ao mosteiro as salinas de Poza e as de Añana.  Nunca foi abadessa, mas foi a senhora do mosteiro como é indicado na documentação onde aparece Urraca Afonso como abadessa entre 1296 e 1326.

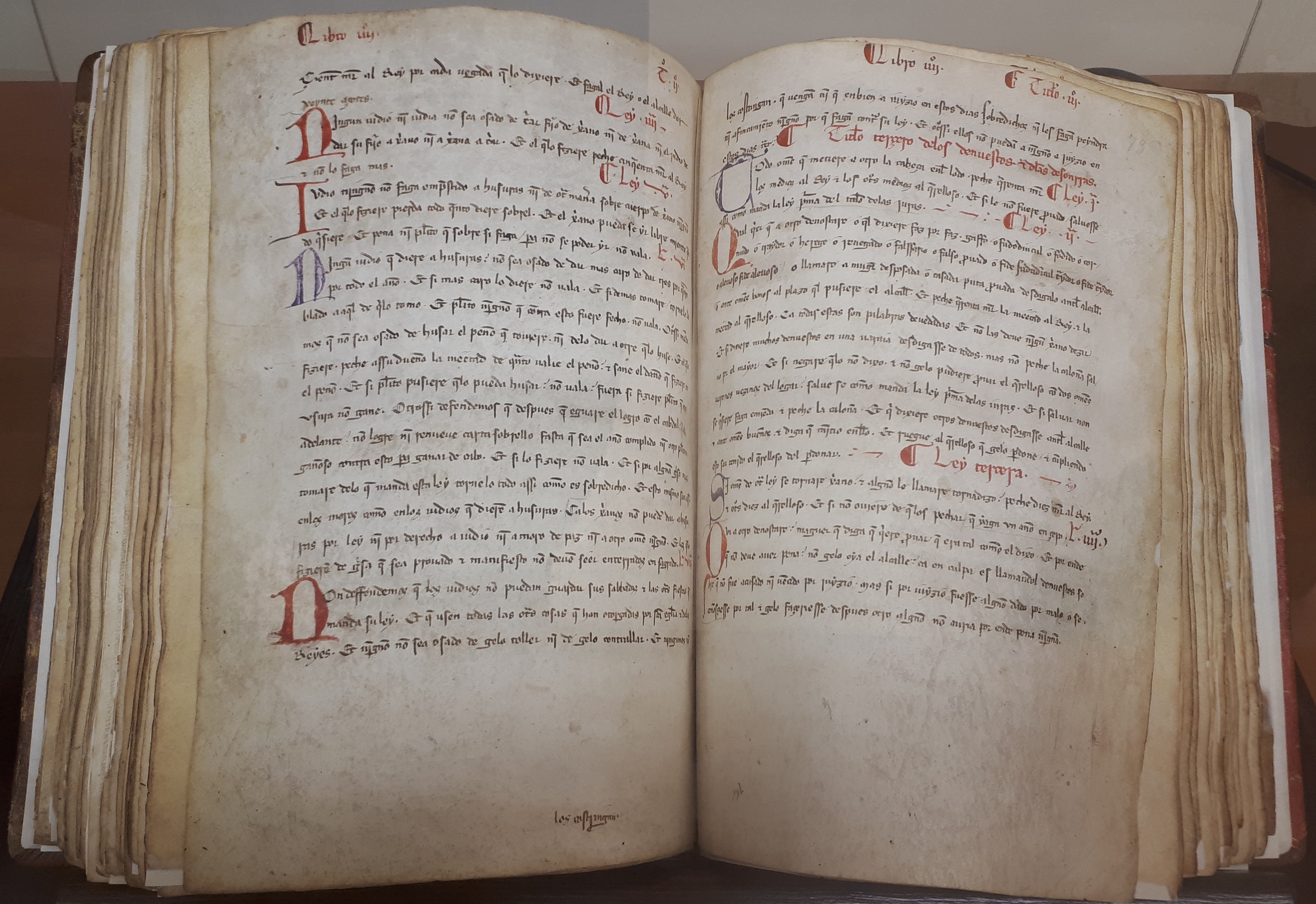
"Fuero de Briviesca" de 1313.

Em 1303, com a morte de sua mãe, Branca herdou o senhorio de Alcocer e a 27 de setembro de 1305, comprou a Joana Gomes de Manzanedo – viúva do infante Luís de Castela, filho de Fernando III – a sua herança na cidade de Briviesca por 170 000 maravedis. A venda consistia em um povoamento de vários bairros. A infanta é considerada a fundadora da cidade de Briviesca como a promotora e coordenadora do novo assentamento e da fundação da Colegiata de Santa María. "E seu labor não se limitou apenas ao planejar o desenvolvimento da nova cidade em um padrão regular e ordenado, para permanecer confiante e seguro por trás do perímetro das muralhas, mas também procurou um extenso instrumento legal para o governo e administração: o Foro de 1313, abertamente inspirado no texto do Foro Real".

## Testamento, morte e sepultamento

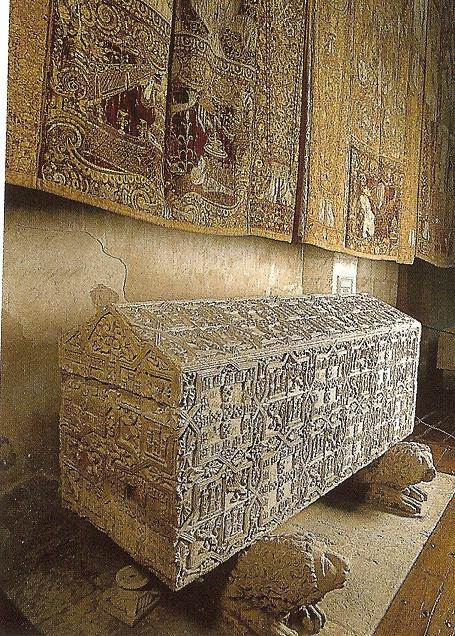
Túmulo de Branca de Portugal no Mosteiro de Las Huelgas em Burgos.

Em seu testamento, que foi fechado no 15 de abril de 1321, a infanta ordenou que seu corpo fosse enterrado no Mosteiro de Las Huelgas[a] e também ordenou para ser dito dez mil missas por sua alma. No testamento, Branca concedeu Briviesca ao rei Afonso XI com a condição de que a cidade nunca fosse um senhorio, que o monarca entregasse 300 000 maravedis para pagar a suas dívidas, e amparasse e protegesse a igreja e a prefeitura da Colegiata de Santa María la Mayor em Briviesca. Branca nomeou como seus testamentários, entre outros, a rainha Maria de Molina e Gonçalo de Hinojosa, Bispo de Burgos.
A infanta Branca faleceu no Mosteiro de Las Huelgas no dia 17 de abril de 1321. Seu belo túmulo, na nave de Santa Catalina, está cheio de estrelas entrelaçadas e decorado com as armas esquartejadas dos reinos de Castela, Leão, Portugal e desenhos vegetais.

## Descendência
Ela tinha um filho natural dum nobre português chamado Pedro Nunes Carpenteyro,[b] notícia recolhida nas crónicas de Rui de Pina e na Crónica de Afonso XI:
- João Nunes de Prado (m. 1355) que foi grão-mestre da Ordem de Calatrava e serviu o rei Afonso XI e o seu filho Pedro I. Foi executado em 1355 no alcácer de Maqueda.[13][c][d]